# Ngũ Hà
Ngũ Hà (chữ Hán giản thể: 五河县, bính âm: wŭ hé xiàn, âm Hán Việt: Ngũ Hà huyện) là một huyện thuộc địa cấp thị Bạng Phụ, tỉnh An Huy, Cộng hòa Nhân dân Trung Hoa. Huyện Ngũ Hà có tổng diện tích 1580 km2, tổng dân số 680.000 người.. Huyện Ngũ Hà có mã số bưu chính 233300. Kinh tế của huyện Ngũ Hà chủ yếu là chăn nuôi gia súc gia cầm.